# Danny Tiatto
Daniele Amadeo Tiatto, plus connu sous le nom de Danny Tiatto (né le 22 mai 1973 à Werribee dans la banlieue de Melbourne, en Australie) est un joueur de football international australien, qui évoluait au poste de défenseur.

## Biographie

### Carrière en sélection
Avec l'équipe d'Australie, il dispute 23 matchs (pour un but inscrit) entre 1995 et 2005. Il figure notamment dans le groupe des sélectionnés lors des Coupe d'Océanie de 1996 et de 2000.
Il participe également aux JO de 1996.

## Palmarès
Australie
- Coupe d'Océanie (2) :
  - Vainqueur : 1996 et 2000.